# Швед, Андрей Иванович
Андрей Иванович Швед (бел. Андрэй Іванавіч Швед, 21 апреля 1973, Глушковичи, Лельчицкий район, Гомельская область) — белорусский государственный деятель, Генеральный прокурор Республики Беларусь с 9 сентября 2020 года. Доцент.
Из-за поддержки режима Лукашенко во время российско-украинской войны находится под персональными международными санкциями всех стран Европейского союза, США, Канады, Швейцарии, Японии, Украины.

## Биография
Андрей Иванович Швед родился 21 апреля 1973 года в д. Глушковичи Лельчицкого района Гомельской области. Отец Иван Васильевич работал директором школы, мать Зинаида Семёновна работала учительницей математики в этой же школе. В семье, кроме Андрея, родились старшая сестра Анжела и младший брат Олег. В конце 1970-х годов отец погиб в автомобильной аварии во время поездки на родину жены в Могилёвскую область. Вскоре мать вместе с детьми переехала в Ленино Горецкого района Могилёвской области. Сестра Анжела — зампред Логойского райисполкома.
В 1996 году окончил юридический факультет Белорусского государственного университета. В 1996—1998 годах работал на различных должностях в органах прокуратуры Минска.
В 1998—2006 годах проходил службу на различных должностях в Генеральной прокуратуре Республики Беларусь. В 1998—1999 годах работал прокурором отдела Генеральной прокуратуры Республики Беларусь по надзору за следствием в органах внутренних дел. В 1999—2003 годах работал старшим прокурором отдела Генеральной прокуратуры Республики Беларусь по надзору за расследованием уголовных дел и исполнением законов по борьбе с организованной преступностью и коррупцией. В 2003—2004 годах работал заместителем начальника отдела по надзору за исполнением законодательства по борьбе с организованной преступностью и коррупцией управления Генеральной прокуратуры Республики Беларусь по борьбе с организованной преступностью и коррупцией. В 2004—2005 годах работал начальником отдела по надзору за исполнением законодательства по борьбе с организованной преступностью и коррупцией управления Генеральной прокуратуры Республики Беларусь по борьбе с организованной преступностью и коррупцией. В 2005—2006 годах работал начальником управления правового обеспечения, информации и общественных связей Генеральной прокуратуры Республики Беларусь.
С 2006 по 2010 год работал начальником экспертно-правового отдела Государственного секретариата Совета Безопасности Республики Беларусь.
В 2010—2011 годах работал заместителем Генерального прокурора Республики Беларусь. Являлся руководителем следственной группы по делу о взрыве в минском метро в 2011 году.
С 2012 по 22 апреля 2013 года работал первым заместителем Председателя Следственного комитета Республики Беларусь.
С 22 апреля 2013 по 9 сентября 2020 года работал Председателем Государственного комитета судебных экспертиз Республики Беларусь.
В 2016 году избран председателем Белорусской федерации водного поло.
9 сентября 2020 года назначен Генеральным прокурором Республики Беларусь.
В сентябре 2022 года высказался против амнистирования людей, попавших под политические репрессии в 2020—2022 годах.
В феврале 2023 года возглавил комиссию по рассмотрению обращений находящихся за рубежом граждан Республики Беларусь по вопросам совершения ими правонарушений. Кроме него в комиссию вошли Григорий Азаренок, Андрей Муковозчик, Юрий Воскресенский и другие пропагандисты, силовики и провластные активисты. 1 апреля 2023 года в эфире ОНТ Андрей Швед заявил, что в комиссию обратилось 56 человек.

## Международные санкции
В 2011 году, после проведения президентских выборов в Белоруссии 2010 года, которые Европейский союз признал недемократическими, а также силового разгона акции протеста в Минске 19 декабря 2010 года, Андрей Швед был включён в список белорусских государственных деятелей и чиновников, на которых ЕС были наложены санкции. В 2012 году Совет Европейского союза признал Шведа ответственным за инициирование в 2011 году по запросу КГБ расследования дела Алеся Беляцкого – руководителя правозащитного центра «Весна», защищавшего и оказывавшего помощь тем, кто пострадал от репрессий в связи с выборами 19 декабря 2010 года и репрессий против гражданского общества и демократической оппозиции в Белоруссии.
17 декабря 2020 года Швед был снова добавлен в «чёрный список ЕС». При обосновании введения санкций отмечалось, что Швед как генеральный прокурор ответственен за репрессии против гражданского общества и демократической оппозиции, в частности, за многочисленные уголовные дела против мирных демонстрантов, лидеров оппозиции и журналистов да публичные заявления с угрозами участникам «несанкционированных акций». Из-за этого же Шведа в свои санкционные списки включили Великобритания, Канада, Швейцария. 26 января 2021 года к декабрьскому пакету санкций ЕС присоединились Албания, Исландия, Лихтенштейн, Норвегия, Северная Македония, Черногория.
С июня 2021 года Андрей Швед находится в санкционном списке специально обозначенных граждан и заблокированных лиц США, а с марта 2022 года — в санкционном списке Японии. В октябре к санкциям против Шведа присоединилась Украина.

## Семья
- Сын — Кирилл Андреевич Швед, окончил юридический факультет БГУ.
- Брат — Олег Иванович Швед, директор РУП «Медтехноцентр»[27]. В 2022 году Белсат и Беларусский расследовательский центр[бел.] выпустили расследование о вероятной коррупционной схеме по поставкам медтехники, в которой был задействован Олег Швед[28][29].
- Сестра — Анжела Ивановна Раемская, заместитель председателя Логойского районного исполнительного комитета[30].

## Награды
- орден Почёта (2005)[31]
- орден Отечества III степени (2013)[32]
- орден «За службу Родине» III степени (2022)[33]
- Почётная грамота Национального собрания Республики Беларусь за деятельность по обеспечению прав и свобод граждан, укреплению правопорядка и борьбе с преступностью (апрель 2023)